# Campoletis raptor
Campoletis raptor är en stekelart som först beskrevs av Zetterstedt 1838.  Campoletis raptor ingår i släktet Campoletis och familjen brokparasitsteklar. Arten är reproducerande i Sverige. Inga underarter finns listade.